# The Neville Brothers (album)
| Recensione                        | Giudizio |
| --------------------------------- | -------- |
| AllMusic                          | [ 1 ]    |
| The New Rolling Stone Album Guide | [ 2 ]    |
| Dizionario del Pop-Rock           | [ 3 ]    |
| 24.000 dischi                     | [ 4 ]    |

The Neville Brothers è il primo album discografico dell'omonimo gruppo musicale statunitense, pubblicato dalla casa discografica Capitol Records nel 1978.

## Tracce

### LP
Lato A
1. Dancin' Jones – 3:10 (Jerry Leiber, Mike Stoller, John Sembello, Ralph Dino)
2. Washable Ink – 3:59 (John Hiatt)
3. All Nights, All Right – 3:46 (Weldon Dean Parks)
4. Audience for My Pain – 3:58 (Gerry Goffin, Barry Goldberg)
5. Break Away – 4:31 (Charles Neville)

Lato B
1. If It Takes All Night – 4:04 (David Forman)
2. I'll Take My Chances – 3:13 (Lewis Anderson, Susan Hackney, Tony Brown)
3. Vieux Carre' Rouge – 4:22 (Charles Neville)
4. Arianne – 4:45 (Christian Roudey, Martin Charnin)
5. Speed of Light – 6:08 (Charles Neville)

## Formazione
- Arthur Neville, Jr. - tastiere, voce
- Charles Neville - strumenti a fiato, percussioni, voce
- Aaron Neville - percussioni, voce
- Cyril Neville - congas, voce

Altri musicisti
- Newton Mossop, Jr. - batteria
- Eugene Synegal - basso
- Gerald Tillman - organo
- Casey Kelly - chitarra, armonica
- Jimmie Ballero - chitarra
- Tony Berg - chitarra

Note aggiuntive
- Jack Nitzsche - produttore (per la North Spur Productions), arrangiamento strumenti a corda
- Leslie Morris - assistente alla produzione
- Registrazioni effettuate allo Studio in the Country di Bogalusa (Louisiana)
- Mark Howlett - ingegnere delle registrazioni e del remixaggio
- David Farrell - assistente ingegnere delle registrazioni
- Tony Berg - arrangiamento strumenti a fiato
- Roy Kohara - art direction copertina album originale
- Phil Shima - design copertina album originale
- Glade Bilby - fotografia copertina album originale
- Elyse Vaintrub e Floyd Uyehara - illustrazioni copertina album originale[5]